# Jakub Marcinowski
Jakub Marcinowski – polski inżynier, dr hab. nauk technicznych, profesor nadzwyczajny Instytutu Budownictwa Wydziału Budownictwa, Architektury i Inżynierii Środowiska Uniwersytetu Zielonogórskiego i Instytutu Inżynierii Lądowej Wydziału Budownictwa Lądowego i Wodnego Politechniki Wrocławskiej.

## Życiorys
W 1979 ukończył studia inżynierii lądowej w Politechnice Wrocławskiej, 15 maja 1982 obronił pracę doktorską Stateczność powłoki konoidalnej, 26 kwietnia 2000  habilitował się na podstawie pracy zatytułowanej Nieliniowa stateczność powłok sprężystych. 9 lipca 2018 nadano mu tytuł profesora w zakresie  nauk technicznych. Objął funkcję profesora nadzwyczajnego  Instytutu Budownictwa Wydziału Budownictwa, Architektury i Inżynierii Środowiska Uniwersytetu Zielonogórskiego i Instytutu Inżynierii Lądowej Wydziału Budownictwa Lądowego i Wodnego Politechniki Wrocławskiej.
Był dyrektorem w Instytucie Budownictwa na Wydziale Inżynierii Lądowej i Środowiska Uniwersytetu Zielonogórskiego.
Piastował stanowisko dziekana na Wydziale Budownictwa, Architektury i Inżynierii Środowiska Uniwersytetu Zielonogórskiego.